# Vladimír Herman
Vladimír Herman (1929. január 24. – 2015. május 26.) csehszlovák kommunista politikus, Csehszlovákia Kommunista Pártja Központi Bizottságának egykori tagja, a brnói kerületi pártbizottság egykori első titkára.

## Pályafutása
1969 és 1978 között a Třebíč járási pártszervezet első titkára. 1973-tól a brnói kerületi pártbizottság elnökségi tagja, 1981-től első titkára. 1982-től Csehszlovákia Kommunista Pártja Központi Bizottságának tagja, 1986-tól a Központi Bizottság elnökségének tagjelöltje. 1986-tól a Szövetségi Gyűlés (csehszlovák parlament) Népek Kamarájának képviselője. A rendszerváltás idején, 1989 decemberében lemondott képviselői mandátumáról.

## Fordítás
Ez a szócikk részben vagy egészben a Vladimír Herman című cseh Wikipédia-szócikk fordításán alapul.  Az eredeti cikk szerkesztőit annak laptörténete sorolja fel. Ez a jelzés csupán a megfogalmazás eredetét és a szerzői jogokat jelzi, nem szolgál a cikkben szereplő információk forrásmegjelöléseként.